# Trail of Intuition
Trail of Intuition er fjerdesoloalbum af den danske musiker Jacob Bellens. Det udkom i 2018 og modtog tre ud af seks stjerner af musimagasinet GAFFA.

## Spor
1. "Sunrise In East"
2. "Renegade"
3. "All The Songs"
4. "More Than Anything"
5. "Friday"
6. "One Of A Kind"
7. "Trail Of Intuition"
8. "Europe's Burning"
9. "Brick By Brick"
10. "Sound Of Laughter"